# چکیک
چکیک یک روستا در ایران است که در شهرستان نهبندان استان خراسان جنوبی واقع شده‌است. چکیک ۱۷ نفر جمعیت دارد.

## جمعیت
این روستا در دهستان شوسف قرار دارد و براساس سرشماری مرکز آمار ایران در سال ۱۳۸۵، جمعیت آن ۱۷ نفر (۵ خانوار) بوده‌است.